# Со-единение
Фонд подде́ржки слепоглухи́х «Со-едине́ние» — негосударственный благотворительный фонд, созданный с целью поддержки лиц с одновременным нарушением слуха и зрения — слепоглухих. Учредителем фонда является Агентство стратегических инициатив.

## Общие сведения
Фонд поддержки слепоглухих «Со-единение» был учрежден 8 апреля 2014 года на заседании Наблюдательного совета АСИ под председательством президента России В. В. Путина. Решение о создании фонда принято в связи с тем, что в последние десятилетия российские слепоглухие оказались вне внимания власти и общества. Миссия фонда — стать проводником между миром слепоглухих и зрячеслышащих, разработать и объединить успешные решения и практики, дающие слепоглухим людям возможность самореализации, развития и интеграции в общество. Исполнительным директором является Наталья Соколова.
Программы фонда охватывают следующие направления:
- «Информирование и вовлечение» (выстраивание коммуникаций между обществом и слепоглухими, повышение узнаваемости и запоминаемости фонда и его программ, сбор пожертвований),
- «Наука и образование» (развитие исследований в области слепоглухоты в социально-гуманитарной сфере, синтез технических и научных разработок, помогающих слепоглухим улучшить качество жизни),
- «Региональное развитие» (создание региональных центров поддержки слепоглухих людей и тиражирование успешных проектов помощи).

Кроме того, при фонде «Со-единение» работают автономные некоммерческие организации:
- «Инклюзион» (развитие профессионального инклюзивного театра и инклюзивного театрального образования, развитие программы «доступное искусство» в театрах и музеях),
- «Сенсор-тех» (создание технологий и производство технических средств для полноценной интеграции слепоглухих в общество),
- «Ясенева Поляна» (Ресурсный центр поддержи слепоглухих и их семей в Москве),
- «Сообщество семей слепоглухих» (психологическая, юридическая и адресная помощь слепоглухим детям и взрослым, поддержка родителей слепоглухих детей).

Действует Ассоциация лиц с нарушением слуха и зрения и организаций, оказывающих им поддержку «Со-гласие», участникам которой удается эффективно определять траекторию развития: вести активную работу, выстраивать диалог с местными органами власти в регионах, отстаивать свои права, инициировать и реализовывать проекты помощи, направленные на улучшение качества жизни слепоглухих во всех её сферах.

## Проекты фонда
За время своего существования команда фонда «Со-единение» реализовала ряд крупных проектов.
- Всероссийская перепись слепоглухих. Перепись стартовала 15 октября 2014 года и проводится во всех регионах России при содействии Фонда «Общественное мнение», Всероссийского общества слепых, Всероссийского общества глухих и Общества социальной поддержки слепоглухих «Эльвира». Методика опроса была разработана ведущими экспертами по слепоглухоте и самими людьми с одновременным нарушением слуха и зрения. Количество подопечных фонда: около 4500 человек по всей России.
- Центр творческих проектов «Инклюзион» — проект, который объединил профессионалов инклюзивного и художественного театра[5]. В настоящее время в России открыты 9 инклюзивных театральных школ (Москва, Санкт-Петербург, Екатеринбург, Казань, Новосибирск, Калининград, Орск, Курган). В школах студенты с различными особенностями здоровья проходят обучение по основным театральным дисциплинам: актерское мастерство, хореография, ритмика, речь, пластическая выразительность, вокальное звучание. Общее количество студентов с ограниченными возможностями здоровья: 133.  Репертуар Центра «Инклюзион» и «Инклюзион.Школ» — 29 спектаклей.
- «Прикасаемые» — социокультурный проект по интеграции слепоглухих людей в творческую среду, созданный Фондом поддержки слепоглухих «Со-единение» и московским Театром наций. Проект включает постановку спектакля, создание лаборатории социокультурной интеграции, съёмку документального фильма и организацию фотовыставки о жизни слепоглухих.[6][7][8]. В 2016 году спектакль "Прикасаемые" был номинирован на российскую национальную театральную премию "Золотая маска"[9][10].
- Европейская неделя реабилитации и культуры слепоглухих. В августе 2015 г. при содействии фонда поддержки слепоглухих «Со-единение» в России впервые прошла Европейская неделя реабилитации и культуры слепоглухих. В Москве и Московской области собралось более 200 слепоглухих участников из Дании, Германии, Великобритании, Италии и других стран Европы[11][12][13][14][15].
- Социальные уроки — серия просветительских мероприятий для российских школьников о слепоглухоте, о проблемах, с которыми сталкиваются люди с одновременным нарушением слуха и зрения, и о способах их реабилитации. Первый подобный социальный урок проведен в октябре 2015 г.[16][17].
- Издательская программа — серия книг, изданных при поддержке фонда «Со-единение» и издательства «Эксмо»: сборник «Я живу. Дневник слепоглухого», подарочный альбом «Я живу», монографии «Загорский эксперимент: история и современность», «История обучения слепоглухих детей в России», «Выход из темноты: история одного эксперимента» а также сборник докладов международной конференции «Проблемы слепоглухих, опыт, задачи, перспективы»[18][19][20][21][22][23].
- «Передышка» — программа помощи семьям слепоглухих детей, которая дает возможность родителям детей-инвалидов получить помощь профессиональной принимающей семьи, на время доверив ей все обязанности по уходу за ребенком[24].
- Сообщество семей слепоглухих — межрегиональная общественная организация, которая призвана оказать психологическую, юридическую, адресную помощь слепоглухим детям и взрослым, создать общее коммуникационное пространство семьям слепоглухих и поддержать родителей, воспитывающих детей с сенсорными нарушениями[25].
- Ресурсный центр поддержки слепоглухих и их семей — площадка в Москве, которая совмещает в себе специальную школу, реабилитационную базу, рабочие мастерские и научную лабораторию[26].
- «Полигон» — пространство ассистивных технологий для слепоглухих. Это демонстрационная зона и специализированная площадка для апробации и внедрения технологий и устройств для людей с одновременным нарушением слуха и зрения[27][28].
- «Тихий дом» — дом сопровождаемого проживания для слепоглухих людей в Новой Москве. Пилотный проект предназначен для людей с одновременным нарушением слуха и зрения, оказавшихся, в силу жизненных обстоятельств, без попечения родственников[29].

## Попечительский совет фонда
- Председатель попечительского совета: Герман Греф.
- Заместитель председателя попечительского совета: Андрей Белоусов.
- Члены попечительского совета: Петр Авен, Анатолий Александров, Яника Баранова, Сергей Безруков,  Виктор Вексельберг, Александр Винокуров,  Валерий Гергиев, Татьяна Голикова, Николай Дайхес, Галина Епифанова, Франк Кат, Сулейман Керимов, Андрей Костин, Антон Котяков, Евгений Миронов, Михаил Мурашко, Алексей Мордашов, Владимир Нероев, Владимир Потанин, Дмитрий Пумпянский, Вероника Скворцова, Сергей Слипченко, Светлана Чупшева.